# Thalys
Thalys era la marca de algunos servicios ferroviarios de alta velocidad operados por la empresa Thalys International hasta abril de 2022, con conexiones entre París (Francia) y Bruselas (Bélgica) usando la LAV 1 y la LGV Nord. Más allá de Bruselas, los trenes Thalys enlazaban las ciudades de Amberes (Bélgica), Róterdam (Países Bajos), el aeropuerto de Ámsterdam-Schiphol, Ámsterdam (Países Bajos), Lieja (Bélgica), Mons (Bélgica), el aeropuerto de Charleroi (Bélgica), Namur (Bélgica), Aquisgrán (Alemania), Colonia (Alemania), Düsseldorf (Alemania), el aeropuerto de Düsseldorf (Alemania), Duisburgo (Alemania) y Essen (Alemania), utilizando por completo las líneas de alta velocidad LAV 2, LAV 3 y LAV 4 entre otras.
En mayo de 2022 se anunció la fusión de los servicios Eurostar con los servicios Thalys, que pasaron a unificarse bajo la marca Eurostar, aunque debido al color de los trenes, los antiguos servicios Eurostar se conocen como Eurostar Blue y los antiguos servicios Thalys como Eurostar Red. Eurostar International Limited se integró en el holding Eurostar Group, cuyos accionistas son SNCF Voyageurs (55.75%), Caisse de dépôt et placement du Québec (19.31%), SNCB (18.5%) y Federated Hermes Infrastructure (6.44%). 

## Material rodante
El servicio utiliza dos modelos de trenes, ambos derivados de la familia de trenes franceses TGV construidos por Alstom en Francia:
- Thalys PBA: trivoltaje, apto para circular en Francia, Bélgica y Países Bajos. Prestan servicio entre París y Ámsterdam. En total se construyeron 9 trenes, que son propiedad de la compañía ferroviaria francesa SNCF. La denominación "PBA" corresponde a las iniciales de las tres ciudades más importantes a las que presta servicio: París, Bruselas y Ámsterdam.
- Thalys PBKA: tetravoltaje, apto para circular en Francia, Bélgica, Países Bajos y Alemania. Prestan servicio en toda la red Thalys. En total se construyeron 17 trenes, de los cuales 6 son propiedad de la compañía ferroviaria francesa SNCF, 7 de la compañía ferroviaria belga NMBS/SNCB, 2 de la compañía ferroviaria holandesa NS, y 2 de la compañía ferroviaria alemana DB. La denominación "PBKA" corresponde a las iniciales de las cuatro ciudades más importantes a las que presta servicio: París, Bruselas, Colonia (Köln, en alemán) y Ámsterdam.

## Curiosidad
Dado que el aeropuerto Charles de Gaulle de París está unido a la red ferroviaria francesa de alta velocidad y sólo se tarda 1:22 h en llegar a Bruselas, la aerolínea Air France decidió retirar la línea aérea París-Bruselas. Thalys posee incluso el código IATA 2H, como si se tratase de una aerolínea.
Thalys dejó de unir Bruselas con la estación de Marne-la-Vallée - Chessy (que da servicio al parque de atracciones Disneyland Paris) y el aeropuerto Charles de Gaulle en abril de 2007. Estos servicios se reestructuraron para mejorar las frecuencias entre los principales destinos de la red Thalys en que la demanda es mucho mayor. Los cinco servicios diarios entre Bruselas y el aeropuerto CDG y Marne-la-Vallée - Chessy fueron sustituidos por otros siete servicios de alta velocidad (tres directos y tres con parada en la localidad francesa de Lille) prestados por la empresa francesa SNCF usando trenes TGV.